# Franjo Horvatić
Franjo Horvatić (Novigrad Podravski, 1936.), dugogodišnji ravnatelj Muzeja grada Koprivnice (1963. – 1995.)
U njegovo je vrijeme znatno proširen rad na istraživanju lokalne povijesti, pokrenut je godišnjak Podravski zbornik (kojega je pokrenuo Dragutin Feletar, a uz njega ga je jedno vrijeme uređivao Franjo Horvatić), otvorena je Galerija Hlebine (1968.), Zavičajni muzej u Peterancu s galerijom i ostavštinom Ivana Sabolića (1983.), osnovana je Muzejska zbirka Ivana Generalića (1985.), zbirka dr. Vladimira Malančeca (1986.), Zavičajni muzej Đelekovec (1978.) te manje muzejske zbirke u Velikom Pogancu, Ludbreškom Ivancu i Podravkinom rekreacijskom centru u Starigradu, a naročito velike zbirke koja je trebala postati memorijalnim spomen-parkom na Danici (danas dio grada Koprivnice) (1981.), na prostoru nekadašnje tvornice i prvog ustaškog koncentracijskog logora. Franjo Horvatić je objavio više manjih članaka i nekoliko knjiga koje predstavljaju stanoviti doprinos populariziranju lokalne povijesti.